# Італійська партизанська війна в Ефіопії
Італійська партизанська війна в Ефіопії (1941—1943 р.р.) — збройний опір в 1941—1943 роках залишків італійських військ в Італійській Східній Африці англійцям після поразки італійської армії в Східно-Африканській кампанії Другої світової війни

## Передумови
Коли італійський генерал Гульємо Насі на почесних умовах капітулював перед англійцями з останньої частини італійської колоніальної армії, яка продовжувала опір після поразки в битві при Гондарі в листопаді 1941 року, що формально означало завершення Східно-Африканської кампанії, багато італійських солдатів вирішили продовжувати боротьбу і розпочали партизанську війну в горах і пустелях Ефіопії, Еритреї та Сомалі. Майже 7000 солдатів (за даними італійського історика Альберто Росселлі) взяли участь в цій боротьбі проти британської армії і ефіопів в надії на те, що германо-італійська армія під керівництвом генерала Роммеля здобуде перемогу в Єгипті (що перетворить Середземномор'я в італійське Mare Nostrum) і поверне контроль над недавно окупованими англійцями територіями італійських колоній.

## Партизанська війна
Спочатку існували дві основні партизанські італійські організації: Fronte di Resistenza (Фронт Опору) і Figli d'Italia (Сини Італії).
Fronte di Resistenza була таємною військовою організацією на чолі з полковником Лючетті, члени організації концентрувалися в усіх великих містах колишньої Італійської Східної Африки. Основними напрямками їх діяльності були військові диверсії і збір інформації про британські війська для відправки в Італію.
Організація Figli d'Italia була створена у вересні 1941 року, тобто ще до остаточної «офіційної» капітуляції італійців в Ефіопії, з чорносорочечників «Milizia Volontaria per la Sicurezza Nazionale» (фашистської організації солдат-добровольців). Вони вступили в партизанську війну проти англійців і переслідували тих італійців — як цивільних осіб, так і колишніх солдатів колоніальної армії, — які тим чи іншим чином співпрацювали з британськими та ефіопськими військами і іменувалися членами організації не інакше як «зрадниками».
Іншими групами, які боролися проти англійців, були загони бійців- амхара під керівництвом лейтенанта Амедео Гійє в Еритреї і партизанський загін майора Гоббі, що діяв в Дессе, на півночі Ефіопії. На початку 1942 року в Еритреї з'явилися партизанські бойові групи під командуванням капітана Алоїзі, діяльність яких була направленя на допомогу у втечі італійським солдатам і мирним жителям з британських концентраційних таборів, розташованих в містах Асмера і Декамера.
Було також кілька ерітрейців і сомалійців (і навіть невелике число ефіопів), які допомагали італійським повстанцям. Але їх число значно скоротилося після поразки військ країн Осі в битві при Ель-Аламейні в кінці 1942 року.
Ці партизанські загони (італійською мовою bande) діяли на досить великій території — від півночі Еритреї до півдня Сомалі. Їх озброєння складалося головним чином з старих гвинтівок «91», а також з пістолетів «Beretta», кулеметів «Fiat» і «Schwarzlose», ручних гранат, динаміту і навіть декількох невеликих 65-мм гармат. Однак їм завжди сильно не вистачало достатньої кількості боєприпасів.
З січня 1942 року більшість даних bande стали діяти більш-менш злагоджено, підкоряючись наказам генерала Мураторі (в минулому — командира фашистської «міліції» в колонії). Він підтримав (а фактично — організував) повстання проти англійців племінної групи азебо-галла народу оромо, що населяє регіон Галла-Сідамо на півночі Ефіопії, ставши одним з головних дійових осіб цього повстання. Повстання було придушене англійськими і ефіопськими військами тільки на початку 1943 року.
31 січня 1942 року за англо-ефіопською угодою введений в 1941 році британський військовий контингент залишився в Ефіопії і окупував Огаден «зі стратегічних міркувань і для евакуації італійських військовополонених»; британської військової місії було доручено провести реорганізацію і модернізацію ефіопської армії. Однак навесні 1942 року імператор Ефіопії Хайле Селассіє I почав налагоджувати дипломатичні «канали зв'язку» з італійськими повстанцями, оскільки був наляканий перемогою Роммеля під Тобрук в Лівії. Майор Лючетта після закінчення війни заявляв, що імператор, якби війська Осі досягли Ефіопії, був готовий прийняти італійський протекторат з наступними умовами:
1. Загальна амністія для ефіопів, які воювали проти Італії;
2. Наявність ефіопів у всіх органах влади протекторату і на всіх рівнях управління;
3. Участь імператора Хайле Селассіє в майбутньому уряді протекторату.

Однак ніяких документальних підтверджень того, що такі умови висувалися імператором насправді, немає.
Влітку 1942 року активніше і успішніше за інших проти англійців діяли такі партизанські загони: під керівництвом полковника Кальдераро в Сомалі, під керівництвом полковника ді Марко в Огадені, під керівництвом полковника Ругліо в Данакілі і під керівництвом «центуріона чорносорочечників» де Варді в Ефіопії. Їх успішні засідки змусили британське командування направити в охоплену партизанською війною колишню Італійську Східну Африку додаткові війська з Судану і Кенії, що включали в себе танки і навіть авіацію.
Влітку того ж року англійці вирішили помістити більшу частину італійського населення прибережних районів Сомалі в концентраційні табори, щоб виключити можливість їх контактів з діючими неподалік японськими підводними човнами.
У жовтні 1942 року бойовий дух італійських повстанців почав поступово вичерпуватися через ураження Роммеля в битві при Ель-Аламейн, а також через захоплення англійцями майора Лючетта (лідера організації Fronte di Resistenza).
Партизанська війна, тим не менш, тривала до літа 1943 року, коли італійські солдати почали знищувати своє озброєння і — іноді — навіть робити успішні спроби втечі до Італії; наприклад, згаданий лейтенант Амедео Гійє (прозваний англійцями «командиром-дияволом») досяг Тарента 3 вересня 1943 року. Більш того, він навіть попросив у італійського військового міністерства «літак, завантажений боєприпасами, який буде використовуватися для партизанських атак в Еритреї», але підписана урядом кілька днів по тому перемир'я з союзниками поставило на цьому відчайдушному плані хрест.
Одним з останніх італійських солдатів в Східній Африці, хто здався британським військам, був Коррадо Тучетті, який згодом в своїх мемуарах писав, що деякі солдати продовжували боротися і влаштовувати засідки на англійців аж до жовтня 1943 року. Останнім італійським офіцером, який вів партизанську війну проти англійців в Східній Африці, був полковник Ніно Трамонті, який бився в Еритреї.
Таким чином, бойові дії в Східній Африці були за часом найтривалішими з усіх, які відбувалися на африканському континенті в роки Другої світової війни.

## Герої партизанської війни

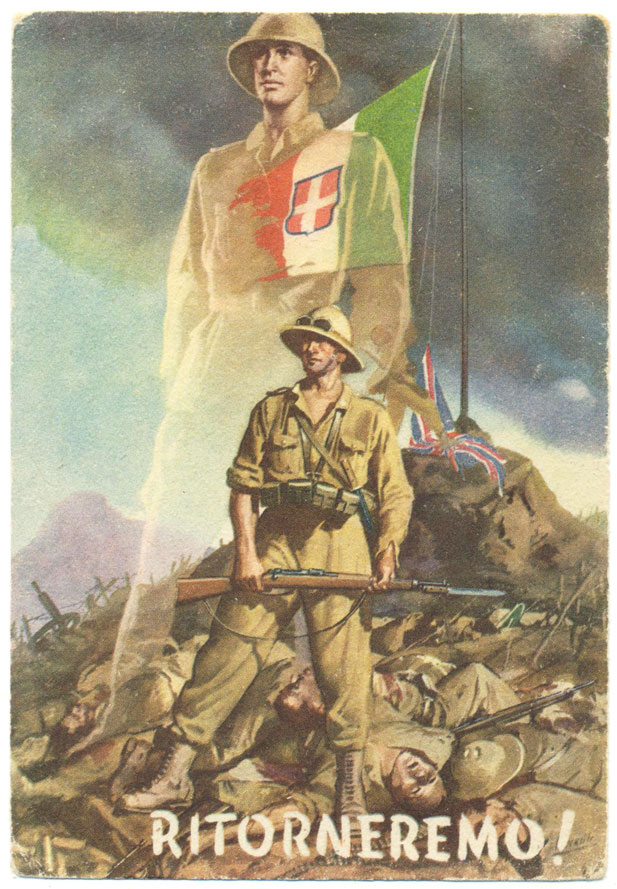
Італійський плакат, присвячений партизанській війні в Ефіопії.

З багатьох італійців, які воювали з англійцями як партизани в Східній Африці в період з грудня 1941 року по жовтень 1943 року, особливу увагу варто приділити двом, які отримавли за цю «невідому» кампанію Другої світової війни медалі:
- Франческо де Мартіні, капітан італійської військово-інформаційної служби (Servizio Informazioni Militari), який в січні 1942 року підірвав склад боєприпасів в Массауа,
- Роза Данелл, військовий лікар, якій у серпні 1942 року вдалося проникнути на основний склад боєприпасів англійців в Аддіс-Абебі і підірвати його, дивом виживши при страшному вибусі. Її диверсія знищила весь запас боєприпасів для новітньої на той момент британської зброї — пістолета-кулемета STEN, що затримало застосування цієї зброї в боях на багато місяців. За свої дії доктор Данелл була нагороджена італійським Залізним хрестом («croce di ferro»)[1] .

- - Активну роль в італійській партизанській війні грав також ерітрієць-тигре Хамід Ават, що став на початку 1960-х командувачем Армією визволення Еритреї, яка почала Еритрейської війну за незалежність[2] .

## Список основних італійських офіцерів-партизан, які брали участь у війні
- Лейтенант Амедео Гійє в Еритреї;
- Лейтенант Франческо де Мартіні в Еритреї;
- Капітан Паоло Алоїзі в Ефіопії;
- Капітан Леопольдо Ріццо в Ефіопії;
- Полковник ді Марко в Огадені;
- Полковник Ругліо в Данкалі;
- Генерал чорносорочечників Мураторі в Ефіопії / Еритреї;
- Офіцер («сотник») чорносорочечників де Варді в Ефіопії;
- Офіцер («сотник») чорносорочечників Луїджі Крістіану в Еритреї;
- Майор Лючетті в Ефіопії;
- Майор Гоббі в Дессе;
- Полковник Ніно Трамонті в Еритреї;
- Полковник Кальдерарі в Сомалі.